# H.D.

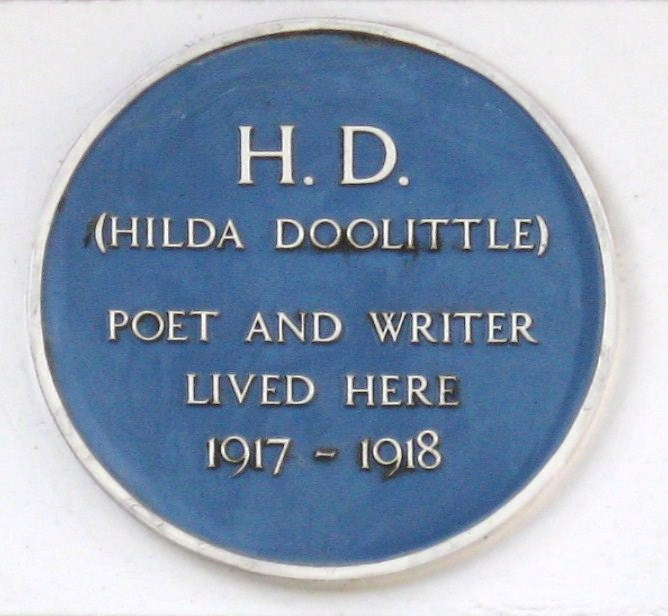
Plaquette voor Doolittle bij haar voormalig woonhuis aan 44 Mecklenburgh Square, London

H.D. (geboren Hilda Doolittle) (Bethlehem (Pennsylvania), 10 september 1886 - Zürich, Zwitserland, 27 september 1961) was een Amerikaanse dichteres en romanschrijfster. Zij wordt vooral geassocieerd met de groep 'imagisten', een avant-gardebeweging uit het begin van de 20e eeuw met dichters als Ezra Pound en Richard Aldington.
Ze studeerde Oudgrieks aan het Bryn Mawr College, waar ze de dichters Marianne Moore en William Carlos Williams ontmoette. In 1913 trouwde ze met Richard Aldington, een imagist-dichter die ze in 1918 verliet en waarvan ze in 1938 scheidde. H.D. behoorde tot de poëtische stroming van het imagisme. Het was onder invloed van Ezra Pound dat ze in 1912 haar schrijversnaam reduceerde tot haar initialen "H.D." Ze publiceerde haar eerste boek met de titel "Sea Garden" in 1916. In 1918 ontmoette ze Cecil Gray, een vriend van D.H. Lawrence waar ze een relatie mee begon en een dochter bij kreeg.

## Leven en werk
In 1918 ontmoette H.D.de Britse schrijfster Bryher (Annie Winifred Ellerman), met wie ze samenwoonde tot 1946. In de jaren 1920 schreef ze verschillende romans, waaronder de Madrigalcyclus bestaande uit de feministische autobiografische romans 'Hermione', 'Bid Me to Live', 'Paint It Today' en 'Asphodel'.
In 1933 trok ze naar Wenen, waar ze in psychoanalyse ging bij Sigmund Freud. Zij publiceerde haar herinneringen aan die ervaring in 'Writing on the Wall' (1944). Het verslag van haar analyse werd heruitgegeven in 1956 onder de titel 'Tribute to Freud'. Vervolgens ging ze in psychotherapie bij Melitta Schmidberger, de dochter van Melanie Klein.
Tijdens de oorlog schreef ze haar herinneringen aan haar kindertijd neer in 'The Gift', die pas werd gepubliceerd in 1982. Zij gaf ook een trilogie uit van de belangrijkste poëziebundels onder de titels 'The Walls Don't Fall' (1944), Tribute to the Angel's (1945) en 'The Flowering of the Rod' (1946).
Na de oorlog verhuisde ze naar Zwitserland waar ze een zenuwinzinking kreeg. Haar nieuwe psychoanalyticus Erich Heydt moedigde haar aan om 'End Of Torment' te schrijven over haar relatie met Ezra Pound. Tussen 1952 en 1954 schreef zij het boek 'Helen in Egypt', een feministische deconstructie van epische poëzie, als reactie op van Ezra Pound's "The Cantos".
Ze stierf in 1961 aan een beroerte in Zürich. Haar as werd bijgezet in het familiegraf in Bethlehem.